# 禹範坤
禹範坤（韓語：우범곤，1955年2月24日—1982年4月27日），韓國殺人犯，是現代史上已知最重大的纵欲杀手案例。禹範坤由於對同居女友家暴，被當地居民批評，一怒之下在1982年4月26日的夜間憑著警察身份，使用卡賓槍與手榴彈無差別殺人，在該國慶尚南道宜寧郡殺死了包括自己在內共62人，另有33人受傷。

## 背景
禹範坤是韓國海軍陸戰隊退伍軍人，於1978年退伍在漢城警察廳擔任警員，之後調往宜寧郡的偏遠村落。除了因為仕途受到挫折，亦因為經濟原因及準備與同居兩個月的女朋友結婚，而承受了巨大壓力。

## 犯案
1982年4月26日當日，禹範坤是因為同居女朋友打了停在禹範坤胸上的蒼蠅，禹範坤與女朋友口角。他盛怒下離家，到了警察武器庫，飲了很多威士忌。晚上9時30分，他飲得爛醉後，拿了兩支卡賓槍、180發實彈和7枚手榴彈，首先闖到電話局殺死了3名接線生，中斷對外通訊。當時正是晚飯時間。他憑著警察的身份，進入了一間又一間房子，然後槍殺或者以手榴彈炸死居民，就此經過了8小時，直到27日凌晨。禹範坤在一個村殺害一定數目的人後，就到另外一個村莊繼續殺人。他一共在5個村莊殺人。

## 自殺
第二日，韩国武裝警察將禹範坤趕到山上。4月27日凌晨5時30分，此時走進絕路的禹範坤將兩枚手榴彈綁在自己身上，抱住3個人質同歸於盡。

## 影響
在這一起現職警察大量殺人案中，因為警察署署長遊玩不在現場而延遲出動，使得韓國國民強烈要求韓國總統全斗煥和國務總理辭職。最後內務部部長徐廷和辭職，由盧泰愚繼任。